# Monsieur Rossi
Monsieur Rossi est un personnage de fiction créé par le dessinateur italien Bruno Bozzetto dans le court-métrage Un Oscar per il signor Rossi en 1960.

## Apparitions

### Courts métrages
- 1960 Un oscar pour Monsieur Rossi (Un Oscar per il signor Rossi)
- 1963 Monsieur Rossi fait du ski? (Il signor Rossi va a sciare)
- 1964 Monsieur Rossi au bord de la mer (Il signor Rossi al mare)
- 1966 Monsieur Rossi va acheter une voiture (Il signor Rossi compra l'automobile)
- 1970 Monsieur Rossi au camping (Il signor Rossi al camping)
- 1971 Monsieur Rossi au photo safari (Il signor Rossi al safari fotografico)
- 1974 Monsieur Rossi a Venise (Il signor Rossi a Venezia)

### Longs métrages
- 1976 Monsieur Rossi cherche le bonheur (Il signor Rossi cerca la felicità)
- 1977 Les Rêves de Monsieur Rossi (I sogni del signor Rossi)
- 1978 Les Vacances de Monsieur Rossi (Le vacanze del signor Rossi)